# Tighina (okręg Vâlcea)
Tighina – wieś w Rumunii, w okręgu Vâlcea, w gminie Voicești. W 2011 roku liczyła 292 mieszkańców.